# Сталино (Тверская область)
Сталино — деревня в Калязинском районе Тверской области России. Входит в состав Старобисловского сельского поселения.
Находится в верховье ручья Еруниха, в 1,5 км юго-западу от деревни Старобислово.
Ранее носила название Дрочилово (Дрочилова). В период коллективизации организован колхоз имени Сталина, по всей видимости, по имени колхоза позже была переименована и деревня.
| 1859 | 1888 | 2002 | 2010 |
| ---- | ---- | ---- | ---- |
| 256  | ↗278 | ↘41  | ↘24  |